# Тшцянна
Тшцянна (пол. Trzcianna) — село в Польщі, у гміні Новий Кавенчин Скерневицького повіту Лодзинського воєводства.
Населення — 153 особи (2011).
У 1975-1998 роках село належало до Скерневицького воєводства.

## Демографія
Демографічна структура станом на 31 березня 2011 року:
|          | Загалом | Допрацездатний вік | Працездатний вік | Постпрацездатний вік |
| -------- | ------- | ------------------ | ---------------- | -------------------- |
| Чоловіки | 75      | 11                 | 49               | 15                   |
| Жінки    | 78      | 21                 | 35               | 22                   |
| Разом    | 153     | 32                 | 84               | 37                   |